# Wilhelm Holle (Jurist)
Wilhelm Friedrich Arnold Eduard Holle (* 7. August 1821 in Soest  in Westfalen; † 19. Oktober 1909 in Dortmund) war ein deutscher Jurist und Ehrenbürger der Stadt Dortmund.

## Leben
Holle studierte Rechtswissenschaften und begann seine juristische Laufbahn 1850 nach vollendetem Studium als Rechtsanwalt in Schwelm. Ab dem 1. September 1856 wechselte er als Rechtsanwalt im Rang eines königlich-preußischen Justizrates an das Kreisgericht Dortmund.
Von 1886 bis 1896 war Holle Stadtverordnetenvorsteher in Dortmund. Wilhelm Holle war Vorsitzender des Dortmunder Anwaltsvereins und Vertreter der Dortmunder Anwälte in der Anwaltskammer. Zuletzt hatte er den Rang eines königlich-preußischen Geheimen Justizrates inne. Holle engagierte sich im Presbyterium der Petrikirche.
Am 15. Juli 1901 wurde Wilhelm Holle aufgrund seiner Verdienste das Ehrenbürgerrecht der Stadt Dortmund verliehen.

## Familie
Wilhelm Holle entstammte der Familie Holle aus Wehdem bei Lübbecke in Westfalen mit dem Ahnherren Heinrich Holle (1653–1723). Seine Großeltern waren der Apotheker und Kirchenvorsteher zu St. Petri in Soest, Benedictus Friedrich Holle (1745–1820) und dessen Ehefrau Dorothea Marquard (1747–1824), Tochter von Johann Wilhelm Marquard, Stadtdirektor und Erster Bürgermeister von Soest.
Holle war das vierte Kind und der älteste Sohn des Justizkommissars und Notars, königlich-preußischen Justizrat und Stadtverordnetenvorsteher in Soest, Ludolf Arnold Heinrich Holle (1785–1863) und dessen 1814 geheirateter Ehefrau Elisabeth von Stockhausen (1793–1887), Tochter des Johannes von Stockhausen (1736–1815), kurfürstlich-kölnischer Hofrat.
Holle heiratete am 15. Juli 1851 in Soest Emilie von Viebahn (1829–1911), Tochter des Geheimen Justizrates Friedrich von Viebahn (1789–1865). Das Ehepaar Holle hatte acht Kinder:
- Alexander Holle (* 1852), Erster Staatsanwalt in Breslau, 1898 dann in Bielefeld ⚭ 1882 Elisabeth Röder, deren gemeinsamer Sohn war u. a. Alexander Holle.
- Emilie Holle (* 1854) ⚭ 1874 Friedrich von Sydow (1846–1881), königlich-preußischer Hauptmann und Batteriechef im Feldartillerie-Regiment Nr. 24.
- Ludwig Holle (1855–1909), Verwaltungsbeamter, preußischer Minister für geistliche-, Unterrichts- und Medizinalangelegenheiten (Kultusminister) ⚭ 1887 Anna Melchior, deren gemeinsamer Sohn war Ludwig Holle (der Jüngere).
- Sophie Holle (* 1857) ⚭ 1875 Paul Hugo Wolff, Reichsgerichtsrat in Leipzig.
- Adele Holle (* 1858) ⚭ 1877 Carl Tewaag, königlich-preußischer Geheimer Justizrat, Stadtverordnetenvorsteher in Dortmund, Landtagsabgeordneter.
- Marie Holle (* 1860) ⚭ 1890 Paul Baedeker (* 1851), Landgerichtsrat, Sohn des Buchhändlers Julius Theodor Baedeker.
- Elisabeth Holle (* 1862) ⚭ 1886 Constanz Kindermann, königlich-preußischer Amtsgerichtsrat in Breslau.
- Wilhelm Holle (1866–1945), Verwaltungsjurist, Geheimer Regierungsrat, Oberbürgermeister der Stadt Essen und Vertreter der Stadt im Preußischen Herrenhaus ⚭ 1894 Ella Meininghaus (* 1872).